# بابلو رودريغيز (لاعب كرة قدم إسباني)
بابلو رودريغيز (بالإسبانية: Pablo Rodríguez)‏ (20 يوليو 1985 في إسبانيا - ) هو لاعب كرة قدم إسباني في مركز الهجوم. لعب مع أولمبيك تشاتيفا ونادي ديبورتيفو طليطلة ونادي كايا ونادي مازيا ونادي ماراثون وDeportivo Rayo Cantabria ‏ وMazarrón CF ‏ ونادي ألميريا ب وCD La Muela ‏ وUD Altea ‏ ونادي ميوفيني ‏ وUnited Sikkim FC ‏ وUD Puçol ‏ وBrumunddal Fotball ‏ وPersepam Madura Utama ‏ وأثنيكس أشنة ‏ وBray Wanderers F.C. ‏.

## وصلات خارجية
- بابلو رودريغيز على موقع قاعدة بيانات كرة القدم.إي يو (الإنجليزية)
- بابلو رودريغيز على موقع Soccerway.com (الإنجليزية)